# Tomasz Schuchardt

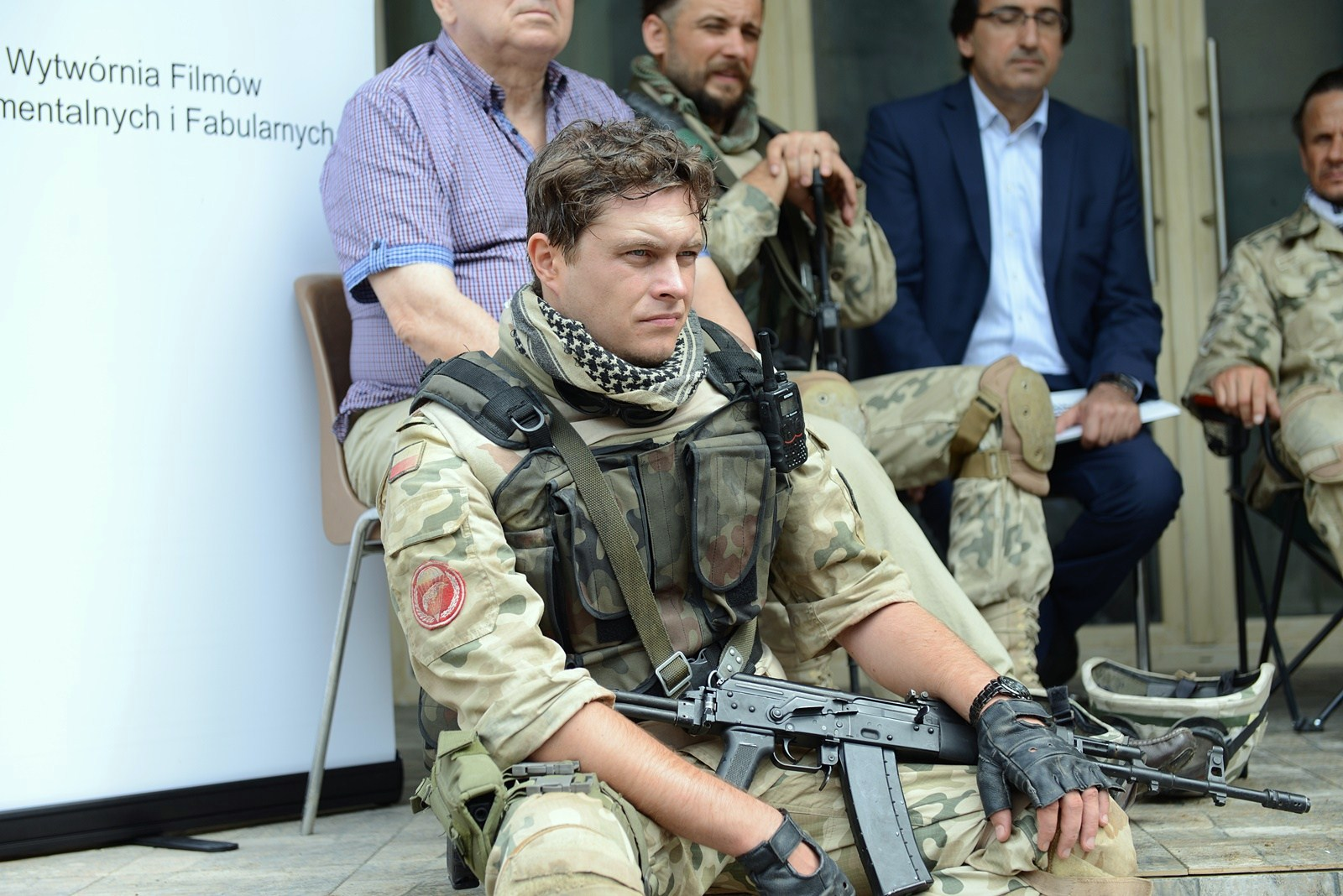
Tomasz Schuchardt na planie filmu Karbala

Tomasz Schuchardt (ur. 18 września 1986 w Starogardzie Gdańskim) – polski aktor filmowy, telewizyjny i teatralny.

## Życiorys
W 2005 ukończył I Liceum Ogólnokształcące im. Mikołaja Kopernika w Gdańsku. W 2009 roku ukończył studia na PWST w Krakowie. W 2010 roku podczas 35. Festiwalu Polskich Filmów Fabularnych w Gdyni odebrał nagrodę za główną rolę męską w filmie Chrzest Marcina Wrony. Nagrodę otrzymał ex aequo wraz z Wojciechem Zielińskim. Również w 2010 roku otrzymał nagrodę im. Andrzeja Nardellego za najlepszy debiut aktorski, za rolę Jakuba w spektaklu „Bramy raju” Jerzego Andrzejewskiego, w reż. Małgorzaty Bogajewskiej granym na scenie Teatru im. Stefana Jaracza w Łodzi. W 2012 otrzymał nagrodę za drugoplanową rolę męską za rolę w filmie Jesteś Bogiem na 37. Gdynia Film Festival. W grudniu 2015 nominowany do Nagrody im. Zbyszka Cybulskiego za rolę w filmie Mur.

## Życie prywatne
2 maja 2015 ożenił się z aktorką Kamilą Kuboth. W styczniu 2017 urodziła się ich córka.

## Filmy fabularne
- 2007: W stepie szerokim jako złodziej samochodu
- 2009: Polska nowela filmowa jako Mikołaj
- 2010: Chrzest jako Janek
- 2011: Sala samobójców jako mężczyzna w knajpie
- 2011:Tramwaj jako Tomasz
- 2011: Wymyk jako „Silny”
- 2012: Jesteś Bogiem jako Wojciech „Fokus” Alszer
- 2012: Yuma jako Ernest
- 2013: W imię... jako Adrian (Blondi)
- 2014: Miasto 44 jako Kobra
- 2014: Mur jako Mariusz
- 2015: Chemia jako Benek Bilski
- 2015: Demon jako Jasny
- 2015: Karbala jako Sobański
- 2016: Mój przyjaciel smok – Gavin (głos, polski dubbing)
- 2017: Ach śpij kochanie jako milicjant Karski
- 2017: Bodo jako Eugeniusz Bodo
- 2017: Cicha noc jako Marcin
- 2017: 60 kilo niczego jako radny Andrzej
- 2018: Czarna Pantera – W’Kabi (głos, polski dubbing)
- 2020: Psy 3. W imię zasad jako Cegielski
- 2019: Piłsudski jako Aleksander Prystor
- 2019: Kurier jako Kazimierz Wolski
- 2021: Hiacynt jako Wojtek Nogaś
- 2022: Orzeł. Ostatni patrol jako porucznik Florian Roszak „Trzonek”
- 2022: Samiec Alfa jako Bartek
- 2022: Jeszcze przed świętami
- 2023: Doppelgänger. Sobowtór jako Jan Bitner
- 2023: Jedna dusza jako Buba
- 2023: Kobieta z... jako endokrynolog
- 2024: Mufasa: Król lew jako młody Rafiki (głos, polski dubbing)
- 2024: Brat jako Gracjan
- 2024: Dla waszego dobra jako mąż
- 2024: Rozwodnicy jako Andrzej Kubiak
- 2024: Utrata równowagi jako reżyser Jacek
- 2025: Dom dobry jako Grzesiek
- 2025: Ministranci jako rekolekcjonista

## Seriale
- 2010: Ojciec Mateusz jako Andrzej „Andrus” Pobiednik (odc. 36)
- 2010: Ratownicy jako Staszek Tarnowski
- 2011: Układ warszawski jako Robert Kruczek (odc. 3)
- 2012: Misja Afganistan jako porucznik „Żądło”
- 2013: Głęboka woda jako Borys (odc. 23)
- 2016: Bodo jako dorosły Eugeniusz Bodo (odc. 5-13)
- 2018: Nielegalni jako Marcin Konieczny
- 2019: Chyłka – Kasacja jako Gorzym
- 2019: Odwróceni. Ojcowie i córki jako policjant Lato (odc. 1-7)
- 2021–2024: Skazana jako kier, Bartłomiej Dworak „Penis”[4]
- 2021, 2024: Krucjata jako Ludwik Bończyk „Luizjana”
- 2022: Wielka woda jako Jakub Marczak
- 2023: Morderczynie jako Grzegorz Keller, ojciec Karoliny i Ewy
- 2024: Czarne stokrotki jako policjant Majcher
- 2024: Rojst Millenium jako Stefan Jassijej w młodości
- 2026: Lalka jako Stanisław Wokulski[5]

}}
Wystąpił również w kilku produkcjach Grupy Filmowej Darwin: „Pogromcy Przysłów” (parodii programu Pogromcy mitów), Wielkich Teoriach Darwina oraz wideoklipie „Kurzy Rap”.

## Nagrody
- Nagroda na FPFF w Gdyni
  - Najlepsza pierwszoplanowa rola męska: 2010: Chrzest
  - Najlepsza drugoplanowa rola męska: 2012: Jesteś Bogiem